# Tschetwerka
Der Tschetwerka war ein russisches Volumen- und Getreidemaß.
- 1 Tschetwerka = 2 Osmuschki/Kruschki = 160 Pariser Kubikzoll = 3 1/6 Liter
- 4 Tschetwerka = 1 Wedro/Eimer